# Woodmansterne
Woodmansterne – wieś w Anglii, w hrabstwie Surrey, w dystrykcie Reigate and Banstead. Leży 21 km na południe od centrum Londynu. Miejscowość liczy 3279 mieszkańców.